# NGC 1545
NGC 1545 (również OCL 399) – gromada otwarta znajdująca się w gwiazdozbiorze Perseusza. Odkrył ją William Herschel 28 grudnia 1790 roku. Jest położona w odległości ok. 2,3 tys. lat świetlnych od Słońca.